# 57.ª Legislatura do Congresso Nacional do Brasil
A 57ª Legislatura do Congresso Nacional é a atual reunião do poder legislativo do Governo Federal do Brasil, composta pelo Senado Federal e pela Câmara dos Deputados. Ela foi convocada em Brasília em 1 de fevereiro de 2023, um mês após a posse do vencedor da eleição presidencial de 2022.
Nas eleições de 2022, o Partido Liberal tornou-se o maior partido na Câmara com 99 deputados e no Senado com 13 senadores.

## Principais eventos
- 1 de fevereiro de 2023: O Congresso se reúne. Os membros eleitos do Senado Federal e da Câmara dos Deputados tomam posse. Eleição para a Mesa Diretora da Câmara dos Deputados e do Senado. O Senador Rodrigo Pacheco (PSD-MG) foi reeleito Presidente do Senado e o Deputado Arthur Lira (PP-AL) foi reeleito Presidente da Câmara.[3][4]

- 2 de fevereiro de 2023: Sessão conjunta do Congresso Nacional para inaugurar oficialmente a 57ª Legislatura.[5]

- 23 de maio de 2023: A Câmara aprova por 372 a 108 o novo arcabouço fiscal (PLP 93/2023) apresentado pelo Ministério da Fazenda para substituir parcialmente a Emenda Constitucional do Teto dos Gastos Públicos.[6]

- 30 de maio de 2023: A Câmara aprova por 311 a 137 o novo Marco Temporal (PL 490/2007), que proíbe novos registros de terras indígenas após 5 de outubro de 1988 e novas demarcações de terras devem ser analisadas pelo Congresso.[7][8]

- 21 de junho de 2023: O Senado aprova a nomeação de Cristiano Zanin para o Supremo Tribunal Federal por 58 a 18 votos.[9]

- 6 de julho de 2023: A Câmara aprova, em primeiro turno, por 382 a 118, e, em segundo turno, por 375 a 113, o plano de Reforma Tributária (PEC 45/2019), que unifica a maioria dos impostos sobre consumo em um imposto sobre valor agregado.[10][11]

- 21 de junho de 2023: O Senado aprova, com alterações, o plano de Marco Fiscal de Impostos (PLP 93/2023), em votação de 57 a 17. O projeto retorna à Câmara para última revisão.[12]

- 22 de agosto de 2023: A Câmara aprova a última revisão do plano de Marco Fiscal de Impostos (PLP 93/2023) por 379 a 64 votos.[13]

- 27 de setembro de 2023: O Senado aprova por 43 a 21 o novo Marco Temporal (PL 490/2007).[14]

- 10 de outubro de 2023: A Câmara aprova por 312 a 0 uma moção de repúdio aos ataques do Hamas contra Israel (REQ 3458/2023).[15]

- 18 de outubro de 2023: A Câmara aprova por 323 a 98 um projeto de lei para autorizar a adesão da Bolívia ao Mercosul (PDC 745/2017).[16] A CPMI de 8 de janeiro aprova por 20 a 11 o relatório final, que solicita uma denúncia formal contra mais de 60 pessoas, incluindo o ex-presidente Jair Bolsonaro, seu ajudante de ordens Mauro Cid, ex-ministros Walter Braga Netto, Anderson Torres, Augusto Heleno, Luiz Eduardo Ramos, Paulo Sérgio Nogueira, ex-comandante da Marinha Almir Garnier Santos e ex-comandante do Exército Marco Antônio Freire Gomes.[17]

- 20 de outubro de 2023: O Presidente Luiz Inácio Lula da Silva veta a maior parte do Marco Temporal (PL 490/2007), transformando o restante do projeto em Lei 14701/23.[18]

- 25 de outubro de 2023: A Câmara aprova por 323 a 119 um projeto de lei para tributar ativos no exterior e fundos de alta renda (PL 5173/23).[19]

- 8 de novembro de 2023: O Senado aprova, com alterações, o plano de Reforma Tributária (PEC 45/2019) por 53 a 24 votos. O projeto retorna à Câmara para última revisão.[20]

- 22 de novembro de 2023: O Senado aprova, em dois turnos, uma emenda constitucional para limitar os poderes do Supremo Tribunal Federal (PEC 8/2021) por 52 a 18 votos.[21]

- 27 de novembro de 2023: O Presidente Lula indica o Ministro da Justiça, Flávio Dino, para Ministro do Supremo Tribunal Federal e Paulo Gonet para Procurador-Geral da República.[22]

- 13 de dezembro de 2023: O Senado aprova por 47-31 a nomeação de Flávio Dino para o Supremo Tribunal Federal e por 65-11 a nomeação de Paulo Gonet para Procurador-Geral da República.[23]

- 5 de fevereiro de 2024: O Congresso foi convocado para a abertura da 2ª sessão da 57ª Legislatura. Uma mensagem enviada pelo presidente Lula foi lida pelo Primeiro Secretário do Congresso, Luciano Bivar.[24][25]

- 24 de março de 2024: O Deputado Chiquinho Brazão (UNIÃO-RJ), juntamente com seu irmão, Domingos Brazão, e o ex-chefe da Polícia Civil do Rio de Janeiro, Rivaldo Barbosa, é preso por ordenar o assassinato da vereadora Marielle Franco.[26]

- 10 de abril de 2024: A Câmara aprova por 277 a 129 uma resolução para manter o deputado Chiquinho Brazão (Ind.-RJ) preso (CMC 1/2024, convertida na Resolução 9/2024).[27]

- 16 de abril de 2024: O Senado aprova por 53 a 9 uma emenda constitucional para proibir a posse e o porte de qualquer quantidade de drogas (PEC 45/2023).[28]

- 6 de maio de 2024: A Câmara aprova decreto de calamidade pública enviada pelo presidente Lula (MSC 175/2024) devido às enchentes no Rio Grande do Sul.[29]

- 7 de maio de 2024: A Câmara aprova a declaração de calamidade pública enviada pelo presidente Lula da Silva (PDL 236-A/2024).[30]

- 9 de maio de 2024: O presidente Lula anuncia um projeto de lei para permitir R$ 50 bilhões em crédito extraordinário para a reconstrução das cidades do Rio Grande do Sul (MPV 1216/2024).[31]

- 8 de outubro de 2024: O Senado confirma Gabriel Galípolo como presidente do Banco Central do Brasil (MSF 42/2024).[32]

- 30 de outubro de 2024: A Câmara rejeita, por 262 votos a 136, uma emenda ao plano do Marco Fiscal para taxar grandes fortunas.[33]

- 1 de fevereiro de 2025: A Câmara dos Deputados elege Hugo Motta como presidente da Câmara dos Deputados e o Senado elege Davi Alcolumbre como presidente do Senado.

- 3 de fevereiro de 2025: O Congresso se reúne e a terceira sessão se inicia.

## Liderança

### Senado Federal
- Presidente do Senado Federal: 
  - Rodrigo Pacheco (PSD-MG) – até 1 de fevereiro de 2025
  - Davi Alcolumbre (PSD-MG) – a partir de 1 de fevereiro de 2025

| Eleição para presidente em 1 de fevereiro de 2023 | Eleição para presidente em 1 de fevereiro de 2023 | Eleição para presidente em 1 de fevereiro de 2023 | Eleição para presidente em 1 de fevereiro de 2023 | Eleição para presidente em 1 de fevereiro de 2023 |
| Candidato                                         | Número de Votos                                   | Partido                                           | %                                                 |                                                   |
| ------------------------------------------------- | ------------------------------------------------- | ------------------------------------------------- | ------------------------------------------------- | ------------------------------------------------- |
| Rodrigo Pacheco (MG)                              | 49                                                | PSD                                               | 60,49                                             |                                                   |
| Rogério Marinho (RN)                              | 32                                                | PL                                                | 39,51                                             |                                                   |
| Brancos                                           | 0                                                 | –                                                 | 0                                                 |                                                   |
| Eleitores aptos                                   | 81                                                | –                                                 | 100                                               |                                                   |

| Eleição para presidente em 1 de fevereiro de 2025 | Eleição para presidente em 1 de fevereiro de 2025 | Eleição para presidente em 1 de fevereiro de 2025 | Eleição para presidente em 1 de fevereiro de 2025 | Eleição para presidente em 1 de fevereiro de 2025 |
| Candidato                                         | Número de Votos                                   | Partido                                           | %                                                 |                                                   |
| ------------------------------------------------- | ------------------------------------------------- | ------------------------------------------------- | ------------------------------------------------- | ------------------------------------------------- |
| Davi Alcolumbre (AP)                              | 73                                                | UNIÃO                                             | 90,12                                             |                                                   |
| Eduardo Girão (CE)                                | 4                                                 | NOVO                                              | 4,94                                              |                                                   |
| Marcos Pontes (SP)                                | 4                                                 | PL                                                | 4,94                                              |                                                   |
| Brancos                                           | 0                                                 | –                                                 | 0                                                 |                                                   |
| Eleitores aptos                                   | 81                                                | –                                                 | 100                                               |                                                   |

- Líder do Governo: Jaques Wagner (PT-BA)
- Líder da Maioria: Renan Calheiros (MDB-AL)
- Líder da Oposição: Rogério Marinho (PL-RN)
- Líder da Minoria: Ciro Nogueira (PP-PI)
- Líder da Bancada Feminina: Daniella Ribeiro (PSD-PB)
- Líder do PSD: Otto Alencar (BA)
- Líder do PL: Carlos Portinho (RJ)
- Líder do MDB: Eduardo Braga (AM)
- Líder do UNIÃO: Efraim Filho (PB)
- Líder do PT: Fabiano Contarato (ES)
- Líder do PP: Tereza Cristina (MS)
- Líder do PODE: Oriovisto Guimarães (PR)
- Líder do PSB: Jorge Kajuru (GO)
- Líder do Republicanos: Mecias de Jesus (RR)
- Líder do PSDB: Izalci Lucas (DF)
- Líder do PDT: Weverton Rocha (MA)

### Câmara dos Deputados
- Presidente da Câmara dos Deputados: 
  - Arthur Lira (PP-AL) – até 1 de fevereiro de 2025
  - Hugo Motta (Republicanos-PB) – a partir de 1 de fevereiro de 2025

| Eleição para presidente em 1 de fevereiro de 2023 | Eleição para presidente em 1 de fevereiro de 2023 | Eleição para presidente em 1 de fevereiro de 2023 | Eleição para presidente em 1 de fevereiro de 2023 | Eleição para presidente em 1 de fevereiro de 2023 |
| Candidato                                         | Número de Votos                                   | Partido                                           | %                                                 |                                                   |
| ------------------------------------------------- | ------------------------------------------------- | ------------------------------------------------- | ------------------------------------------------- | ------------------------------------------------- |
| Arthur Lira (AL)                                  | 464                                               | PP                                                | 92,06                                             |                                                   |
| Chico Alencar (RJ)                                | 21                                                | PSOL                                              | 4,17                                              |                                                   |
| Marcel van Hattem (RS)                            | 19                                                | NOVO                                              | 3,77                                              |                                                   |
| Brancos                                           | 5                                                 | –                                                 | 0,98                                              |                                                   |
| Abstenções                                        | 4                                                 | –                                                 | 0,78                                              |                                                   |
| Votos válidos                                     | 504                                               | –                                                 | 99,02                                             |                                                   |
| Votos totais                                      | 509                                               | –                                                 | 100                                               |                                                   |
| Eleitores aptos                                   | 513                                               | –                                                 | 99,22                                             |                                                   |

| Eleição para presidente em 1 de fevereiro de 2025 | Eleição para presidente em 1 de fevereiro de 2025 | Eleição para presidente em 1 de fevereiro de 2025 | Eleição para presidente em 1 de fevereiro de 2025 | Eleição para presidente em 1 de fevereiro de 2025 |
| Candidato                                         | Número de Votos                                   | Partido                                           | %                                                 |                                                   |
| ------------------------------------------------- | ------------------------------------------------- | ------------------------------------------------- | ------------------------------------------------- | ------------------------------------------------- |
| Hugo Motta (PB)                                   | 444                                               | Republicanos                                      | 89,34                                             |                                                   |
| Marcel van Hattem (RS)                            | 31                                                | NOVO                                              | 6,24                                              |                                                   |
| Henrique Vieira (RJ)                              | 22                                                | PSOL                                              | 4,43                                              |                                                   |
| Brancos                                           | 2                                                 | –                                                 | 0,40                                              |                                                   |
| Abstenções                                        | 14                                                | –                                                 | 2,73                                              |                                                   |
| Votos válidos                                     | 497                                               | –                                                 | 99,60                                             |                                                   |
| Votos totais                                      | 499                                               | –                                                 | 100                                               |                                                   |
| Eleitores aptos                                   | 513                                               | –                                                 | 97,27                                             |                                                   |

- Líder do Governo: José Guimarães (PT-CE)
- Líder da Maioria: Aguinaldo Ribeiro (PP-PB)
- Líder da Oposição: Carlos Jordy (PL-RJ)
- Líder da Minoria: Eduardo Bolsonaro (PL-SP)
- Líder do PSD: Antonio Brito (BA)
- Líder do PL: Altineu Côrtes (RJ)
- Líder do MDB: Isnaldo Bulhões (AL)
- Líder do UNIÃO: Elmar Nascimento (BA)
- Líder da Federação Brasil da Esperança: Odair Cunha (MG)
- Líder do PP: Luiz Teixeira Júnior (RJ)
- Líder do PODE: Romero Rodrigues (PB)
- Líder do PSB: Gervásio Maia (PB)
- Líder do Republicanos: Hugo Motta (PB)
- Líder da Federação PSDB Cidadania: Adolfo Viana (BA)
- Líder da Federação PSOL REDE: Erika Hilton (SP)
- Líder do Solidariedade: Aureo Ribeiro (RJ)
- Líder do PRD: Fred Costa (MG)
- Líder do NOVO: Adriana Ventura (SP)

## Resumo dos partidos (pós-eleição)
| Partidos       | Partidos                                       | Câmara      | Câmara     | Câmara   | Câmara        | Câmara  | Senado     | Senado     | Senado           | Senado          | Senado        | Senado  |
| Partidos       | Partidos                                       | Votos       | % de votos | Assentos | % de assentos | +/–     | Votos      | % de votos | Assentos eleitos | Assentos totais | % de assentos | +/–     |
| -------------- | ---------------------------------------------- | ----------- | ---------- | -------- | ------------- | ------- | ---------- | ---------- | ---------------- | --------------- | ------------- | ------- |
| PL             | Partido Liberal                                | 18.200.300  | 16,64%     | 99       | 19,29%        | 66      | 25.278.764 | 25,38%     | 8                | 14              | 18,51%        | 6       |
| FE Brasil      | Federação Brasil da Esperança                  | 15.345.988  | 14,03%     | 81       | 15,59%        | 13      | 12.799.306 | 12,85%     | 4                | 9               | 11,11%        | 2       |
| UNIÃO          | União Brasil                                   | 10.215.433  | 9,34%      | 59       | 11,50%        | 22      | 5.465.486  | 5,48%      | 5                | 10              | 12,34%        | 2       |
| PP             | Progressistas                                  | 8.692.918   | 7,95%      | 47       | 9,16%         | 9       | 7.592.391  | 7,62%      | 3                | 6               | 7,40%         | 1       |
| PSD            | Partido Social Democrático                     | 8.293.956   | 7,58%      | 42       | 8,18%         | 7       | 11.312.512 | 11,36%     | 2                | 11              | 13,58%        | 1       |
| MDB            | Movimento Democrático Brasileiro               | 7.870.810   | 7,19%      | 42       | 8,18%         | 8       | 3.882.458  | 3,89       | 1                | 10              | 11,11%        | 4       |
| Republicanos   | Republicanos                                   | 7.610.894   | 6,96%      | 40       | 7,79%         | 10      | 4.259.279  | 4,27%      | 2                | 3               | 3,70%         | 2       |
| PSDB-Cidadania | Federação PSDB Cidadania                       | 4.923.167   | 4,50%      | 18       | 3,50%         | 19      | 1.384.871  | 1,39%      | 0                | 5               | 6,17%         | 2       |
| PDT            | Partido Democrático Trabalhista                | 3.828.367   | 3,50%      | 17       | 3,31%         | 11      | 1.586.922  | 1,59%      | 0                | 3               | 3,70%         | Estável |
| PSOL-REDE      | Federação PSOL REDE                            | 4.635.163   | 4,24%      | 14       | 2,72%         | 3       | 683.377    | 0,68%      | 0                | 1               | 1,23%         | Estável |
| PSB            | Partido Socialista Brasileiro                  | 4.173.479   | 3,81%      | 14       | 2,72%         | 18      | 13.615.846 | 13,67%     | 1                | 1               | 1,23%         | Estável |
| PODE           | Podemos                                        | 3.610.634   | 3,30%      | 12       | 2,33%         | 5       | 1.776.283  | 1,78%      | 0                | 6               | 7,40%         | 2       |
| Avante         | Avante                                         | 2.192.518   | 2,00%      | 7        | 1,36%         | Estável | 1.359.455  | 1,36%      | 0                | 0               | 0%            | Estável |
| PSC            | Partido Social Cristão                         | 1.944.678   | 1,78%      | 6        | 1,16%         | 2       | 4.285.485  | 4,30%      | 1                | 1               | 1,23%         | Estável |
| Solidariedade  | Solidariedade                                  | 1.702.519   | 1,56%      | 4        | 0,77%         | 9       | 17.339     | 0,01%      | 0                | 0               | 0%            | Estável |
| Patriota       | Patriota                                       | 1.526.570   | 1,40%      | 4        | 0,77%         | 5       | 76.729     | 0,07%      | 0                | 0               | 0%            | Estável |
| PROS           | Partido Republicano da Ordem Social            | 799.661     | 0,73%      | 3        | 0,77%         | 5       | 213.247    | 0,21%      | 0                | 1               | 1,23%         | Estável |
| NOVO           | Partido Novo                                   | 1.526.570   | 1,40%      | 3        | 0,58%         | 5       | 479.593    | 0,48%      | 0                | 0               | 0%            | Estável |
| PTB            | Partido Trabalhista Brasileiro                 | 1.422.652   | 1,30%      | 1        | 0,19%         | 9       | 2.046.003  | 2,05%      | 0                | 0               | 0%            | 2       |
| PRTB           | Partido Renovador Trabalhista Brasileiro       | 292.371     | 0,27%      | 0        | 0%            | Estável | 758.938    | 0,76%      | 0                | 0               | 0%            | Estável |
| PMN            | Partido da Mobilização Nacional                | 256.578     | 0,23%      | 0        | 0%            | 3       | 27.812     | 0,02%      | 0                | 0               | 0%            | Estável |
| Agir           | Agir                                           | 158.868     | 0,15%      | 0        | 0%            | 2       | 24.076     | 0,02%      | 0                | 0               | 0%            | Estável |
| DC             | Democracia Cristã                              | 97.741      | 0,09%      | 0        | 0%            | 1       | 94.098     | 0,09%      | 0                | 0               | 0%            | Estável |
| PCB            | Partido Comunista Brasileiro                   | 85.511      | 0,08%      | 0        | 0%            | Estável | 64.569     | 0,06%      | 0                | 0               | 0%            | Estável |
| PMB            | Partido da Mulher Brasileira                   | 83.055      | 0,08%      | 0        | 0%            | Estável | 61.350     | 0,06%      | 0                | 0               | 0%            | Estável |
| UP             | Unidade Popular                                | 54.586      | 0,05%      | 0        | 0%            | Novo    | 291.294    | 0,29%      | 0                | 0               | 0%            | Novo    |
| PSTU           | Partido Socialista dos Trabalhadores Unificado | 27.995      | 0,03%      | 0        | 0%            | Estável | 132.680    | 0,13%      | 0                | 0               | 0%            | Estável |
| PCO            | Partido da Causa Operária                      | 7.308       | 0,01%      | 0        | 0%            | Estável | 5.572      | 0%         | 0                | 0               | 0%            | Estável |
|                | Total                                          | 109.408.474 | 100%       | 513      | 100%          |         | 99.575.735 | 100%       | 27               | 81              | 100%          |         |

## Membros

### Senado Federal
| ▌ Alan Rick (UNIÃO) ▌ Márcio Bittar (UNIÃO) ▌ Sérgio Petecão (PSD) ▌ Fernando Farias (MDB) ▌ Renan Calheiros (MDB) ▌ Rodrigo Cunha (PODE), até 29 de dezembro de 2024 ▌ Eudócia Caldas (PODE), de 29 de dezembro de 2024 ▌ Davi Alcolumbre (UNIÃO) ▌ Lucas Barreto (PSD) ▌ Randolfe Rodrigues (Ind.) ▌ Eduardo Braga (MDB) ▌ Omar Aziz (PSD) ▌ Plínio Valério (PSDB) ▌ Angelo Coronel (PSD) ▌ Jaques Wagner (PT) ▌ Otto Alencar (PSD) ▌ Augusta Brito (PT) ▌ Cid Gomes (PSB) ▌ Eduardo Girão (NOVO) ▌ Fabiano Contarato (PT) ▌ Magno Malta (PL) ▌ Marcos do Val (PODE) ▌ Damares Alves (Republicanos) ▌ Izalci Lucas (PSDB) ▌ Leila Barros (PDT) ▌ Jorge Kajuru (PSB) ▌ Vanderlan Cardoso (PSD) ▌ Wilder Morais (PL) ▌ Eliziane Gama (PSD) ▌ Flávio Dino (PSB), até 20 de fevereiro de 2024 ▌ Ana Paula Lobato (PSB), de 21 de fevereiro de 2024 ▌ Weverton Rocha (PDT) ▌ Jayme Campos (UNIÃO) ▌ Margareth Buzetti (PP) ▌ Wellington Fagundes (PL) ▌ Nelson Trad (PSD) ▌ Soraya Thronicke (PODE) ▌ Tereza Cristina (PP) ▌ Carlos Viana (PODE) ▌ Cleitinho Azevedo (Republicanos) ▌ Rodrigo Pacheco (PSD) ▌ Beto Faro (PT) ▌ Jader Barbalho (MDB) ▌ Zequinha Marinho (PODE) | ▌ Daniella Ribeiro (PSD) ▌ Efraim Filho (UNIÃO) ▌ Veneziano Vital do Rêgo (MDB) ▌ Flávio Arns (PSB) ▌ Oriovisto Guimarães (PODE) ▌ Sérgio Moro (UNIÃO) ▌ Humberto Costa (PT) ▌ Jarbas Vasconcelos (MDB), até 5 de setembro de 2023 ▌ Fernando Dueire (MDB), de 5 de setembro de 2023 ▌ Teresa Leitão (PT) ▌ Ciro Nogueira (PP) ▌ Jussara Lima (PSD) ▌ Marcelo Castro (MDB) ▌ Carlos Portinho (PL) ▌ Flávio Bolsonaro (PL) ▌ Romário Faria (PL) ▌ Rogério Marinho (PL) ▌ Styvenson Valentim (PODE) ▌ Zenaide Maia (PSD) ▌ Hamilton Mourão (Republicanos) ▌ Luis Carlos Heinze (PP) ▌ Paulo Paim (PT) ▌ Confúcio Moura (MDB) ▌ Jaime Bagattoli (PL) ▌ Marcos Rogério (PL) ▌ Chico Rodrigues (PSB) ▌ Hiran Gonçalves (PP) ▌ Mecias de Jesus (Republicanos) ▌ Esperidião Amin (PP) ▌ Ivete da Silveira (MDB) ▌ Jorge Seif (PL) ▌ Alexandre Giordano (MDB) ▌ Mara Gabrilli (PSD) ▌ Marcos Pontes (PL) ▌ Alessandro Vieira (MDB) ▌ Laercio Oliveira (PP) ▌ Rogério Carvalho (PT) ▌ Dorinha Rezende (UNIÃO) ▌ Eduardo Gomes (PL) ▌ Irajá Abreu (PSD) |

## Comissões permanentes

### Senado Federal
| Comissão                                                                               | Presidente              | UF                 | Site |
| -------------------------------------------------------------------------------------- | ----------------------- | ------------------ | ---- |
| Comissão de Agricultura e Reforma Agrária                                              | Soraya Thronicke (PODE) | Mato Grosso do Sul | Link |
| Comissão de Assuntos Econômicos                                                        | Vanderlan Cardoso (PSD) | Goiás              | Link |
| Comissão de Assuntos Sociais                                                           | Humberto Costa (PT)     | Pernambuco         | Link |
| Comissão de Ciência, Tecnologia, Inovação, Comunicação e Informática                   | Carlos Viana (PODE)     | Minas Gerais       | Link |
| Comissão de Constituição, Justiça e Cidadania                                          | Davi Alcolumbre (UNIÃO) | Amapá              | Link |
| Comissão de Desenvolvimento Regional e Turismo                                         | Marcelo Castro (MDB)    | Piauí              | Link |
| Comissão de Direitos Humanos e Legislação Participativa                                | Paulo Paim (PT)         | Rio Grande do Sul  | Link |
| Comissão de Educação, Cultura e Esporte                                                | Flávio Arns (PSB)       | Paraná             | Link |
| Comissão de Meio Ambiente                                                              | Leila Barros (PDT)      | Distrito Federal   | Link |
| Comissão de Relações Exteriores e Defesa Nacional                                      | Renan Calheiros (MDB)   | Alagoas            | Link |
| Comissão de Segurança Pública                                                          | Sérgio Petecão (PSD)    | Acre               | Link |
| Comissão de Serviços de Infraestrutura                                                 | Confúcio Moura (MDB)    | Rondônia           | Link |
| Comissão de Transparência e Governança, Fiscalização e Controle e Defesa do Consumidor | Omar Aziz (PSD)         | Amazonas           | Link |
| Comissão Senado do Futuro                                                              |                         |                    | Link |

### Câmara dos Deputados
| Comissão                                                                      | Presidente (partido)          | Unidade Federativa | Site |
| ----------------------------------------------------------------------------- | ----------------------------- | ------------------ | ---- |
| Comissão de Agricultura, Pecuária, Abastecimento e Desenvolvimento Rural      | Vicentinho Júnior (PP)        | Tocantins          | Link |
| Comissão de Ciência e Tecnologia, Comunicação e Informática                   | Luisa Canziani (PSD)          | Paraná             | Link |
| Comissão de Constituição e Justiça e de Cidadania                             | Caroline de Toni (PL)         | Santa Catarina     | Link |
| Comissão de Cultura                                                           | Aliel Machado (PV)            | Paraná             | Link |
| Comissão de Defesa do Consumidor                                              | Fabio Schiochet (UNIÃO)       | Santa Catarina     | Link |
| Comissão de Defesa dos Direitos da Mulher                                     | Lêda Borges (PSDB)            | Goiás              | Link |
| Comissão de Defesa dos Direitos da Pessoa Idosa                               | Pedro Aihara (PRD)            | Minas Gerais       | Link |
| Comissão de Defesa dos Direitos das Pessoas com Deficiência                   | Weliton Prado (Solidariedade) | Minas Gerais       | Link |
| Comissão de Desenvolvimento Econômico, Indústria e Comércio e Serviços        | Danilo Forte (UNIÃO)          | Ceará              | Link |
| Comissão de Desenvolvimento Urbano                                            | Acácio Favacho (MDB)          | Amapá              | Link |
| Comissão de Direitos Humanos e Minorias                                       | Daiana Santos (PCdoB)         | Rio Grande do Sul  | Link |
| Comissão de Educação                                                          | Nikolas Ferreira (PL)         | Minas Gerais       | Link |
| Comissão de Esporte                                                           | Antonio Carlos Rodrigues (PL) | São Paulo          | Link |
| Comissão de Finanças e Tributação                                             | Mário Negromonte Júnior (PP)  | Bahia              | Link |
| Comissão de Fiscalização Financeira e Controle                                | Bia Kicis (PL)                | Distrito Federal   | Link |
| Comissão de Integração Nacional, Desenvolvimento Regional e da Amazônia       | Fabio Garcia (UNIÃO)          | Mato Grosso        | Link |
| Comissão de Legislação Participativa                                          | Glauber Braga (PSOL)          | Rio de Janeiro     | Link |
| Comissão de Meio Ambiente e Desenvolvimento Sustentável                       | José Priante (MDB)            | Pará               | Link |
| Comissão de Minas e Energia                                                   | Rodrigo de Castro (UNIÃO)     | Minas Gerais       | Link |
| Comissão de Relações Exteriores e de Defesa Nacional                          | Lucas Redecker (PSDB)         | Rio Grande do Sul  | Link |
| Comissão de Saúde                                                             | Dr. Francisco (PT)            | Piauí              | Link |
| Comissão de Segurança Pública e Combate ao Crime Organizado                   | Alberto Fraga (PL)            | Distrito Federal   | Link |
| Comissão de Previdência, Assistência Social, Infância, Adolescência e Família | Pastor Eurico (PL)            | Pernambuco         | Link |
| Comissão de Trabalho, de Administração e Serviço Público                      | Lucas Ramos (PSB)             | Pernambuco         | Link |
| Comissão de Turismo                                                           | Romero Rodrigues (PSC)        | Paraíba            | Link |
| Comissão de Viação e Transportes                                              | Gilberto Abramo (REP)         | Minas Gerais       | Link |